# Le Châtellier, Ille-et-Vilaine
Le Châtellier (tiếng Breton: Kasteller, Gallo: Le Chastelier) là một xã của tỉnh Ille-et-Vilaine, thuộc vùng Bretagne, miền tây bắc nước Pháp.